# Hedgesville (Virginia Occidental)
Hedgesville es un pueblo ubicado en el condado de Berkeley en el estado estadounidense de Virginia Occidental. En el Censo de 2010 tenía una población de 318 habitantes y una densidad poblacional de 937,26 personas por km².

## Geografía
Hedgesville se encuentra ubicado en las coordenadas 39°33′16″N 77°59′40″O / 39.55444, -77.99444. Según la Oficina del Censo de los Estados Unidos, Hedgesville tiene una superficie total de 0.34 km², de la cual 0.34 km² corresponden a tierra firme y (0%) 0 km² es agua.

## Demografía
Según el censo de 2010, había 318 personas residiendo en Hedgesville. La densidad de población era de 937,26 hab./km². De los 318 habitantes, Hedgesville estaba compuesto por el 90.25% blancos, el 5.35% eran afroamericanos, el 0.31% eran amerindios, el 0.31% eran asiáticos, el 0% eran isleños del Pacífico, el 1.57% eran de otras razas y el 2.2% pertenecían a dos o más razas. Del total de la población el 3.14% eran hispanos o latinos de cualquier raza.